# Eleccions presidencials armènies de 1991
Les Eleccions presidencials armènies de 1991 van tenir lloc el 16 d'octubre de 1991 per a escollir el president d'Armènia. Foren les primeres eleccions presidencials després de la proclamació de la independència d'Armènia. Levon Ter Petrossian fou el candidat més votat. La participació fou del 73%.

## Resultats de les eleccions
| Levon Ter Petrossian – Moviment Nacional Pan-Armeni |  | 83%  |  |  |
| Aram Sarkisian – Partit Comunista d'Armènia         |  | 4,0% |  |  |
| Paruir Ayrikian – Autodeterminació Nacional         |  | 2,0% |  |  |
| Rafael Gazarian – Independent                       |  | 3,0% |  |  |
| Ashot Navasardian – Bloc Republicà                  |  | 3,0% |  |  |